# پانکراتوبلاستوم

بروز نسبی نئوپلاسم‌های گوناگون لوزالمعده.

پانکراتوبلاستوم (انگلیسی: Pancreatoblastoma) یک نوع نادر از سرطان لوزالمعده است که بیشتر در دوران کودکی دیده می‌شود و پیش‌آگهی نسبتاً خوبی دارد.
پانکراتوبلاستومای کودکان به‌ندرت در مراحل اولیه کشف می‌شوند و زمانی که بیماری تشخیص داده می‌شود عموماً با سرطان گسترش موضعی یا متاستاز دارد. علائم رایج پانکراتوبلاستوم شامل درد شکمی، استفراغ و یرقان است. یک رویکرد و همکاری چند رشته‌ای شامل گرفتن یک شرح حال کامل، تصویربرداری پیشرفته، و آسیب‌شناسی دقیق اغلب برای ایجاد تشخیص صحیح و درمان مناسب بیماری مورد نیاز است.
درمان این طریان در وهلهٔ اول با جراحی است. پس از جراحی، شیمی‌درمانی اَدجوان (کمکی) لازم است، حتی برای سرطان‌هایی که در مراحل اولیه خود هستند. اگر تومور قابل جراحی نیست، شیمی‌درمانی باید به‌تنهایی انجام شود.